# Supercoupe de Tunisie féminine de volley-ball
La Supercoupe de Tunisie féminine de volley-ball (arabe : كأس السوبر التونسي للكرة الطائرة للسيدات) est une compétition de volley-ball tunisienne créée en 2003.
Elle oppose le champion de Tunisie au vainqueur de la coupe. Si c'est le même club qui a remporté les deux titres, le match oppose le champion de Tunisie au finaliste de la coupe.

## Palmarès
- 2003 : Club olympique de Kélibia
- 2004 : non disputée
- 2005 : Club sportif sfaxien[1]
- 2006 : non disputée
- 2007 : Club sportif sfaxien[1]
- 2008 : Al Hilal sports
- 2009 : Union sportive de Carthage
- 2010 : Club sportif sfaxien[1]
- 2011-2016 : non disputée
- 2017 : Club féminin de Carthage[2]
- 2018 : Club sportif sfaxien[3]
- 2019 : Club sportif sfaxien
- 2020 : Club féminin de Carthage
- 2021 : Club féminin de Carthage
- 2022 : Club féminin de Carthage
- 2023 : Club sportif sfaxien
- 2024 : Club féminin de Carthage

## Bilan par club
| Club                       | Titres |
| -------------------------- | ------ |
| Club sportif sfaxien       | 6      |
| Club féminin de Carthage   | 5      |
| Club olympique de Kélibia  | 1      |
| Al Hilal sports            | 1      |
| Union sportive de Carthage | 1      |